# 10191 Scottbolton
10191 Scottbolton este o planetă minoră (asteroid), cu un diametru de 12,283 km, din centura de asteroizi. A fost descoperită pe 14 iulie 1996 la Haleakalā Observatory⁠(d) de Near Earth Asteroid Tracking. 
Obiectul prezintă o orbită caracterizată de o semiaxă mare de 2,6779523 UAi, o excentricitate de 0,05, o înclinație de 10,18948 ° în raport cu ecliptica.